# Farleigh (Australia)
Farleigh – miasto w Australii, w stanie Queensland.